# Dick Gregory
Richard Claxton Gregory, conhecido por Dick Gregory (St. Louis, 12 de outubro de 1932 – Washington, D.C., 19 de agosto de 2017), foi um comediante, ator, empresário, escritor, crítico e ativista pelos direitos civis norte-americano. Dick Gregory tornou-se pioneiro, durante os conturbados anos 1960, em fazer comédia stand-up "sem barreiras", onde criticava abertamente o racismo e o preconceito nos Estados Unidos. Começou se apresentando em clubes segregados apenas para negros até 1961 e depois tornou-se o comediante negro de maior sucesso na época, inclusive com a audiência branca, se apresentando em programas na televisão e gravando discos de comédia.
Dick estava na vanguarda do ativismo político na década de 1960, estando em protestos contra a Guerra do Vietnã e contra a injustiça racial no seu país, usando o humor para quebrar barreiras sociais. Foi preso diversas vezes e em uma delas fez greve de fome para protestar, tendo se candidatado a presidente em 1968. Tornou-se um palestrante motivacional e escritor, promovendo igualdade e espiritualidade.

## Vida e carreira
Dick Gregory nasceu em St. Louis, no Missouri, em 1932. Foi um aluno excelente na Sumner High School, em St. Louis, em especial na área de esportes e corrida e ganhou uma bolsa de estudos para frequentar a Universidade do Sul de Illinois em Carbondale, tendo sido o primeiro membro da família a fazer faculdade. Seu curso acabou interrompido por dois anos quando ele foi convocado pelo Exército, em 1954, onde serviu por um ano e meio, em Forte Hood, Texas, Fore Lee, na Virgínia e Forte Smith, no Arkansas. Foi durante o serviço militar que ele começou a enveredar pela comédia, entrando em diversos shows de talento no Exército e ganhando vários deles, incentivado por seu oficial superior, que notou logo o talento de Dick para a comédia. Em 1956, ele retornou à universidade após ser dispensado, mas largou o curso ao perceber que a universidade o queria apenas por seu talento para o esporte, e não para que estudasse.
Mudou-se para Chicago, Illinois, na esperança de conseguir seguir a carreira da comédia, tornando-se então parte de uma nova geração de comediantes negros, que incluía Nipsey Russell, Godfrey Cambridge e Bill Cosby, todos eles quebrando uma longa tradição racista de minstrel show, que estereotipava personagens negros. Dick se usava da segregação e do racismo para compor piadas:
| “ | Segregação nem é tão ruim. Vocês já ouviram falar que as pessoas que sentam no fundo do ônibus se machucam num acidente? | ” |

Em 1958, ele abriu uma casa noturna chamada Apex Club, em Illinois, mas ele faliu, o que o deixou em uma situação financeira bastante difícil. Em 1959, ele começou a trabalhar no Roberts Show Club, como mestre de cerimônias.

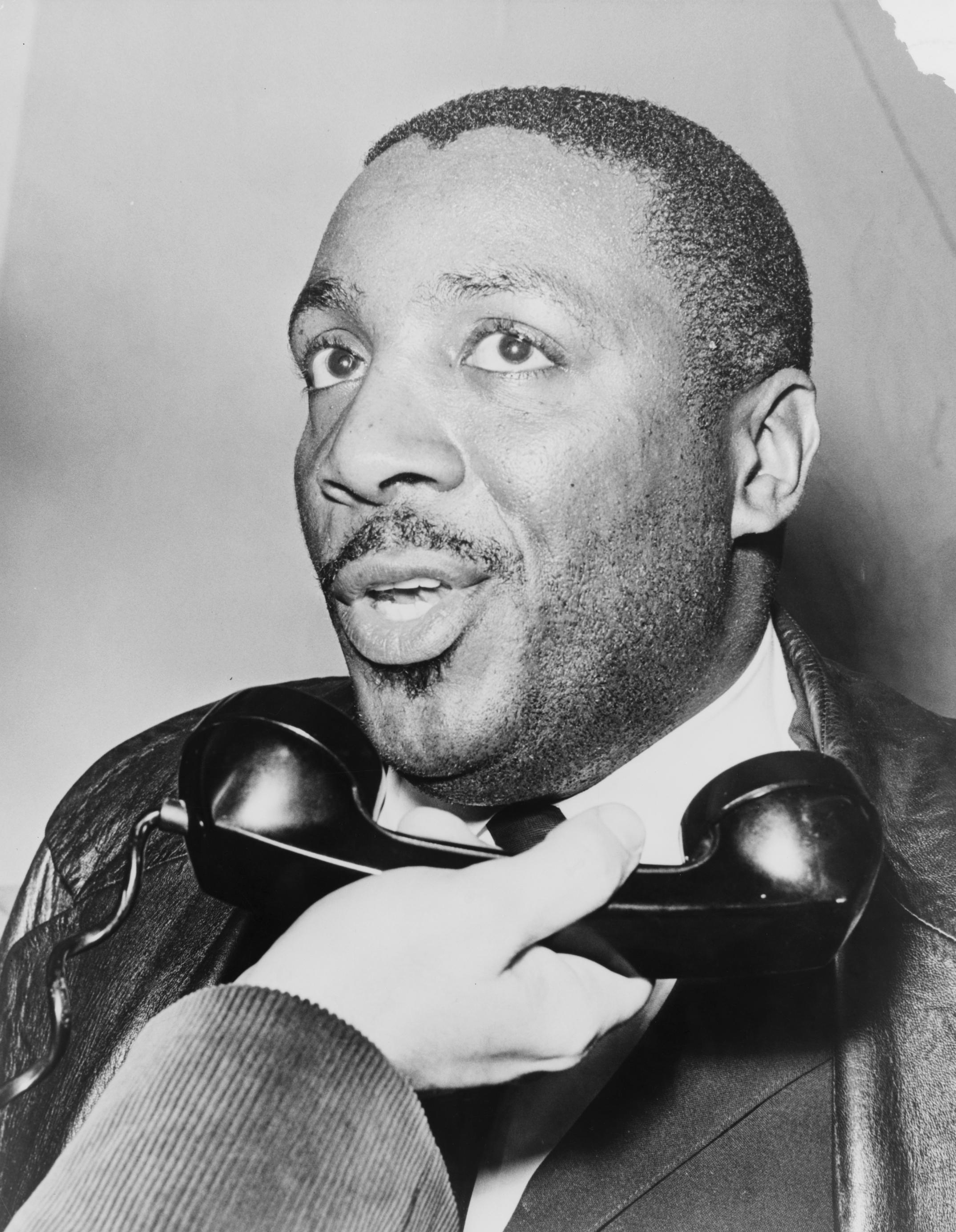
Dick Gregory em 1964, foto de Herman Hiller

Durante o dia, Dick trabalhava nos correios e à noite se apresentava em pequenas casas noturnas, com audiência especialmente negra. Foi um dos primeiros comediantes negros a ganhar popularidade com audiências brancas, ainda que isso causasse alguns atritos. Dick atribui a Hugh Hefner, fundador e editor-chefe da revista Playboy o início de sua carreira, depois que Hefner o contratou para substituir Irwin Corey em seu clube Playboy, em Chicago. Sua primeira participação em um programa de televisão foi no Tonight Starring Jack Paar e logo ele estaria em rede nacional.

## Ativismo
Bastante ativo no movimento para os diritos civis, em 7 de outubro de 1963, Dick Gregory estava em Selma, Alabama, onde discursou por duas horas em um palanque, dois dias antes da campanha de registro de eleitores conhecida como "Dia da Liberdade". Em 1964, envolveu-se com o ativismo contra a Guerra do Vietnã, contra a reforma econômica e anti-drogas. Como parte de seu ativismo, ele fez diversas greves de fome e campanhas em vários continentes. No começo dos anos 1970, ele foi banido da Austrália, onde o governo temia que ele pudesse desencadear manifestações.
Sua carreira na política começou quando ele disputou a prefeitura de Chicago, em 1967, contra Richard J. Daley. Mesmo não tendo ganhado, ele não desistiu. Ele ainda concorreria à presidência dos Estados Unidos, em 1969, pelo Partido da Paz e da Liberdade, tendo ganhado 47.097 votos, porém não se saiu vencedor. Pouco depois, ele se tornaria um crítico da Comissão Warren, que concluiu que o assassinato de John F. Kennedy foi obra de Lee Harvey Oswald. Junto do pesquisador Robert J. Groden, ele apareceu no programa de televisão Goodnight America, em 6 de março de 1975, onde o famoso filme de Zapruder foi exibido pela primeira vez em público. A resposta da audiência e a revolta causadas pelas cenas levaram à formação de uma nova frente de investigação, que levou ao Comitê Church sobre as atividades da inteligência nos Estados Unidos.
Abertamente feminista, ele se juntou a Gloria Steinem, Betty Friedan, Bella Abzug, Margaret Heckler, Barbara Mikulski e outras feministas em 1978 na Marcha Nacional pela Emenda por Direitos Iguais, que marcho pela Avenida Pensilvânia até o Capitólio, onde mais de 100 mil mulheres, pediram a ratificação da emenda constitucional que concedia direitos iguais às mulheres..
No final de 1978, poucas semanas após a morta de cerca de mil pessoas em Jonestown (Guiana), sustentou uma teoria da conspiração que afirmava que a CIA teria matado aquelas pessoas para utilizar seus corpos para contrabandear heroína para os EUA .
Foi também ativo durante a crise dos reféns americanos no Irã, tendo viajado até Teerã, em 1980, na tentativa de negociar a libertação dos reféns com uma greve de fome pública, onde perdeu mais de 45kg.

## Vida pessoal
Dick Gregory conheceu a esposa Lillian Smith em um clube de comédia para negros e se casaram em 1959. O casal teve 11 filhos: Michele, Lynne, Pamela, Paula, Stephanie (a.k.a. Xenobia), Gregory, Christian, Miss, Ayanna e Yohance. Richard Jr. morreu com apenas dois meses de vida. Criticado por ser um pai ausente, em 2000 ele concedeu uma entrevista ao The Boston Globe, onde disse:
| “ | As pessoas me perguntam sobre ser pai e por não ter estado presente. Jack, o Estripador teve pai, Hitler teve pai. Não venha me falar sobre família. | ” |

Em 1984, ele fundou a Health Enterprises, Inc., especializada em produtos para perda de peso, com ênfase na população negra norte-americana. Em 1999, foi diagnosticado com um linfoma, e disse que passou a se tratar com ervas, exercício e vitaminas, creditando à dieta natural a remissão do câncer.

## Morte
Uma semana antes, Dick foi hospitalizado em Washington, D.C., devido à uma infecção. Ele morreu no hospital em 19 de agosto de 2017, aos 84 anos, devido à insuficiência cardíaca.

## Discografia
- In Living Black and White (1961)
- East & West (1961)
- Dick Gregory Talks Turkey (1962)
- The Two Sides of Dick Gregory (1963)
- My Brother's Keeper (1963)
- Dick Gregory Running for President (1964)
- So You See... We All Have Problems (1964)
- Dick Gregory On: (1969)
- The Light Side: The Dark Side (1969)
- Dick Gregory's Frankenstein (1970)
- Live at the Village Gate (1970)
- At Kent State (1971)
- Caught in the Act (1974)
- The Best of Dick Gregory (1997)
- 21st Century "State of the Union" (2001)
- You Don't Know Dick (2016)

## Filmografia
- One Bright Shining Moment (2006)
- The Hot Chick (2002) como atendente de bar
- Children of the Struggle (1999) como Vernon Lee
- Panther (1995) como Rev. Slocum
- House Party (1990)
- Sweet Love, Bitter (1967) como Richie 'Eagle' Stokes

## Livros
- Nigger: An Autobiography by Dick Gregory, com Robert Lipsyte, E. P. Dutton, setembro de 1964. (alguns dizem que foi em 1963) (reimpressão, Pocket Books, 1965–atual)
- Write me in!, Bantam, 1968.
- From the Back of the Bus
- What's Happening?
- The Shadow that Scares Me
- Dick Gregory's Bible Tales, with Commentary, livro de humor baseado na Bíblia. ISBN 0-8128-6194-9
- Dick Gregory's Natural Diet for Folks Who Eat: Cookin' With Mother Nature! ISBN 0-06-080315-0
- (com Shelia P. Moses), Callus on My Soul: A Memoir. ISBN 0-7582-0202-4
- Up from Nigger
- No More Lies; The Myth and the Reality of American History
- Dick Gregory's political primer
- (com Mark Lane), Murder in Memphis: The FBI and the Assassination of Martin Luther King
- (com Mel Watkins), African American Humor: The Best Black Comedy from Slavery to Today (Library of Black America)
- Robert Lee Green, Dick Gregory, daring Black leader
- African American Humor: The Best Black Comedy from Slavery to Today (editor). ISBN 1-55652-430-7
- "Not Poor, Just Broke", short story